# Sundbyerne
Sundbyerne er betegnelsen for de to bydele på Amager, Sundbyvester og Sundbyøster. Begge bydele er en del af Københavns Kommune. Grænsen mellem de to bydele går ved Amagerbrogade. Området omkring denne og den nordlige del omkring Holmbladsgade er præget af etageejendomme, mens der i de sydlige dele ligger flere villakvarterer og kolonihaveforeninger.
Sundbyerne udgjorde fra 1895 sin egen kommune efter omfattende konflikter med Tårnby Sognekommune, men allerede i 1902 blev Sundbyerne indlemmet i Københavns Kommune.

## Historie
Sundbyvester og Sundbyøster var oprindeligt to landsbyer, der kendes fra omkring 1100. De lå i en lang række på grænsen mellem overdrevet i nord og deres jord i syd, omtrent langs med de nuværende Englandsvej og Øresundsvej. I 1755 gav en kongelig forordning håndværkere og bådsmænd fra Holmen lov til at slå sig ned i Sundbyerne, hvilket gav anledning til boligbyggeri og en begyndende industrialisering omkring den nuværende Amagerbrogade. Administrativt hørte Sundbyerne til Tårnby Sogn. I 1793 blev den nordligste del, Amagerbro, overført til København. Det betød at området kom indenfor demarkationslinjen, der lagde stærke begrænsninger på bebyggelsen indenfor en bestemt afstand fra Christianshavns Vold.
I løbet af 1800-tallet medførte den voksende industrialisering, at stadig flere virksomheder flyttede til Sundbyerne, ofte fra Christianshavn, for at få mere plads end inde i byen. Et tidligt eksempel på det var Jacob Holm, der opkøbte jord på begge sider af den nuværende Amagerbrogade mellem 1808 og 1812, hvor han etablerede både en oliemølle, en limfabrik og en reberbane.
I årtierne omkring 1900 førte industrialiseringen til, at mange arbejdere flyttede til Sundbyerne, hvor der derfor blev opført mange etageejendomme langs med Amagerbrogade og de omkringliggende gader. Med tiden blev forskellen mellem de nu bymæssige Sundbyerne og det landlige Tårnby stadig større, hvilket førte til konflikter om skoler, kloakering og gadeanlæg. Ved folkeoptællingen i 1890 var der 13.310 indbyggere i Sundbyerne. I 1895 blev Sundbyerne endelig udskilt fra Tårnby som en selvstændig sognekommune. Det varede dog kun i syv år, før voksende økonomiske og sundhedsmæssige problemer førte til en indlemmelse i Københavns Kommune i 1902.
Demarkationslinjen blev ophævet i 1909, hvorefter der også kom etageejendomme på Amagerbro. Længere væk fra Amagerbrogade blev markerne erstattet af især villakvarter i løbet af de følgende årtier. Mange steder følger gadenettet dog stadig gamle markskel. De mange nye gader blev ofte opkaldt efter først nordiske og tyske stednavne og senere efter europæiske stednavne i almindelighed. Fra 1930'erne begyndte stednavne fra andre verdensdele også at dukke op. Efter 1980 forsvandt de fleste industrivirksomheder og blev erstattet af handels- og servicevirksomheder.